# Ortskapelle Grabenwarth

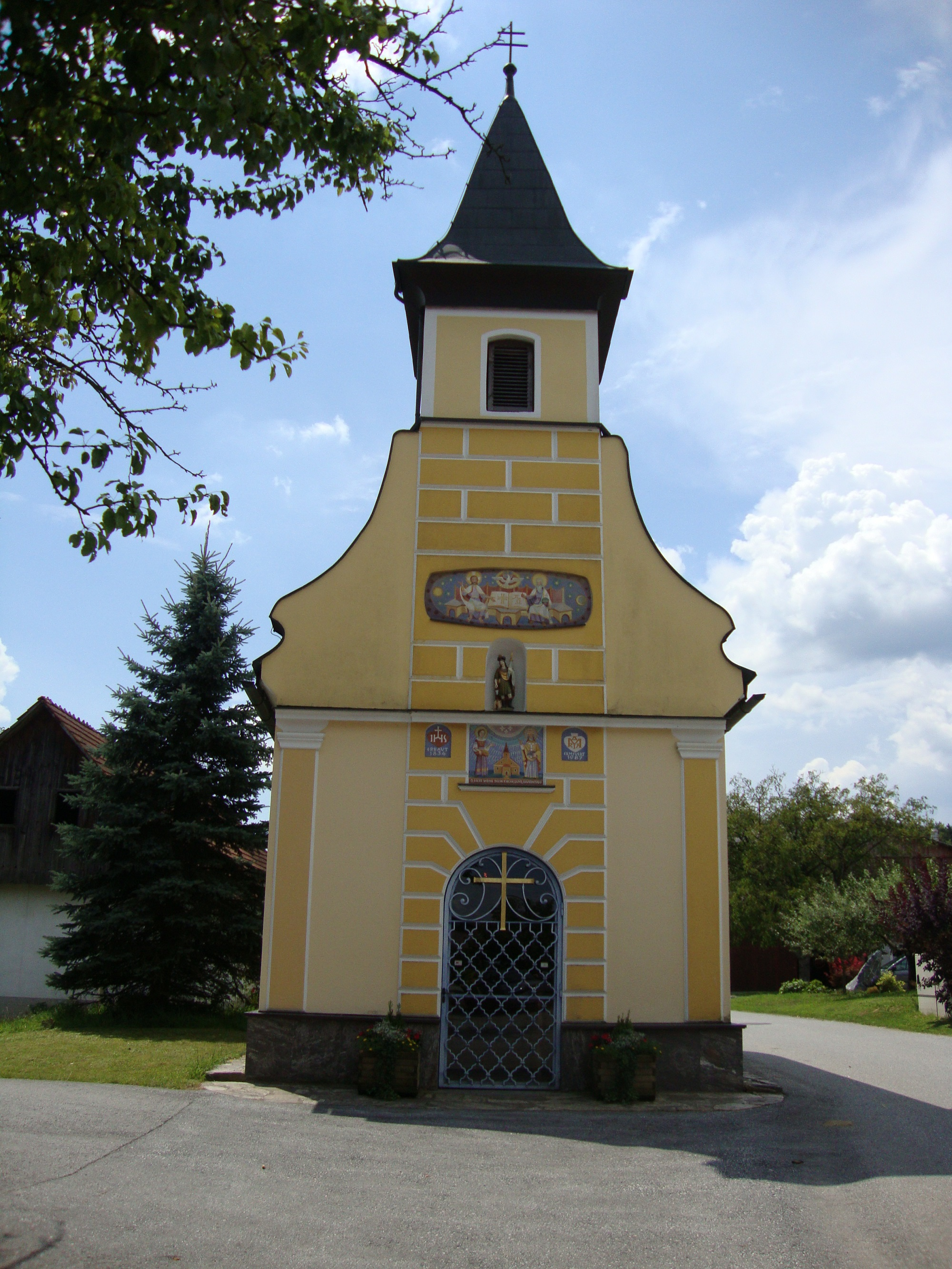
Die Ortskapelle im Juli 2014

Die Ortskapelle Grabenwarth oder Grabenwarth-Kapelle oder Grabenwarther Kapelle befindet sich in der Katastralgemeinde Grabenwarth der Marktgemeinde Ligist, im Bezirk Voitsberg in der Weststeiermark (Österreich). Ihre Geschichte geht bis auf die erste Hälfte des 19. Jahrhunderts zurück. Sie ist der Himmelskönigin Maria geweiht.

## Geschichte
Die Kapelle wurde 1834 in der Tradition des Barock erbaut. Der erste Glockenaufzug an der Kapelle erfolgte 1859. Im Jahr 1866 erfolgte eine Weihe und 1867 erfolgte eine Restaurierung des Bauwerkes. Die Kapelle erhielt 1870 eine Messlizenz für vier Messen im Jahr. Während des Ersten Weltkrieges wurde die Kapellenglocke abgenommen und 1926 durch eine aus dem Flüchtlingslager Wagna stammende Glocke ersetzt, wobei die Gräfin Goëss als Patin auftrat.
Die Messlizenz wurde 1926 auf jährlich zwölft Messen erweitert und schließlich 1948 verlängert. Die Kapelle selbst wurde in den Jahren 1924 und 1964 sowie zwischen 1986 und 1988 renoviert und der Altar wurde im Jahr 1976 restauriert. Am 19. Juni 1988 wurde die Kapelle neu geweiht.

## Beschreibung

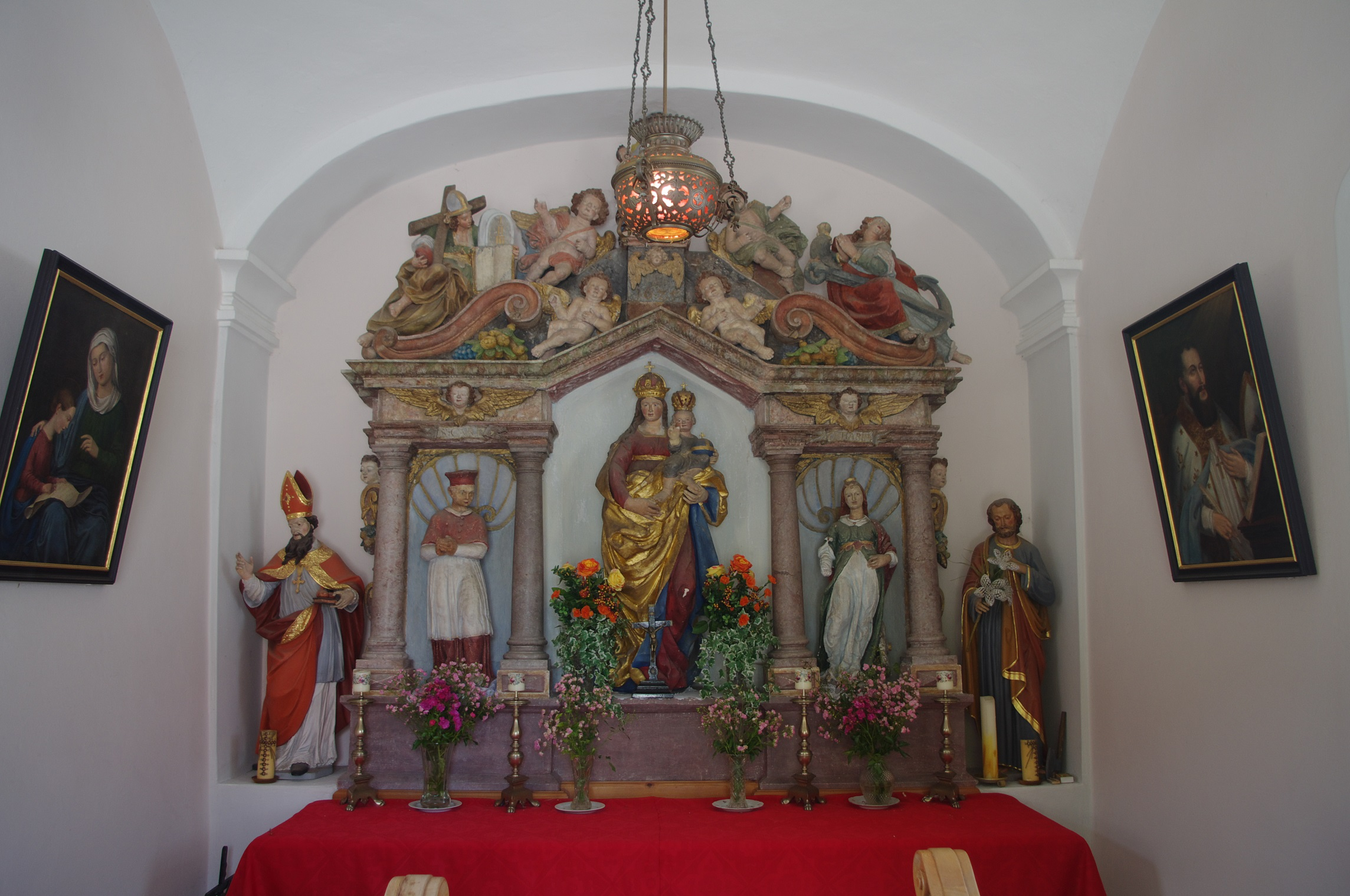
Blick auf den Altar der Ortskapelle

Die neobarocke Kapelle hat einen geschwungenen Giebel sowie einen Dachreiter. Der auf das Jahr 1625 datierte Steinaltar trägt eine Mittelstatue der Muttergottes auf einer Mondsichel und stammt ursprünglich aus der Kapelle des Schlosses Ligist. Die beiden im 19. Jahrhundert angefertigten seitlichen Nischenfiguren der Heiligen Katharina und Karl Borromäus stammen ebenfalls aus der Schlosskapelle. Der Altaraufsatz zeigt Darstellungen der drei Grundtugenden des Christentums Fides, Spes und Caritas (Glaube, Hoffnung und Liebe). In der Kapelle befindet sich auch eine barocke Holzstatutue des heiligen Nikolaus, welche 1865/66 restauriert und vergoldet wurde.
Die Wandmalereien der Kapelle wurden von Franz Weiss geschaffen.